# Eugenio Barrón Avignón

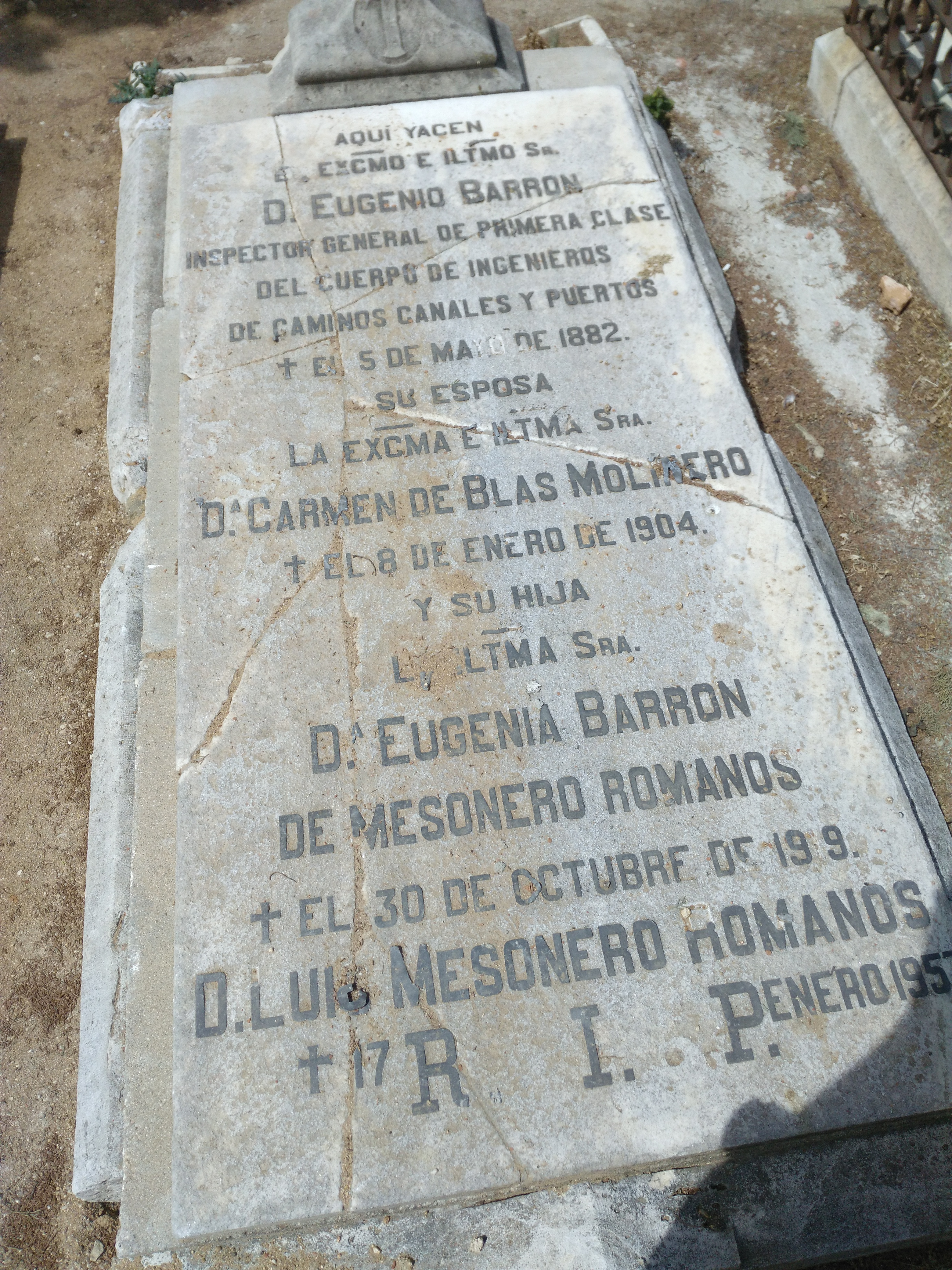
Tumba de "Eugenio Barrón Avignón"

Eugenio Barrón Avignón (París - fallece en Madrid el 5 de mayo de 1882) fue un ingeniero de Caminos, Canales y Puertos español. Fue autor de diversos puentes de hierro a finales del siglo XIX. Al final de su carrera desarrolló una importante carrera política en la que ejerció como diputado por Fraga (Huesca) (1878-1879), fue oficial de la Secretaría del Ministerio de Fomento formando parte de la Junta Consultiva de Caminos, Canales y Puertos. Encargado de la supervisión de los avances tecnológicos españoles en el área de ferrocarriles en la Exposición Universal de París (1867). Colaborador habitual en la Revista de Obras Públicas, publicación de la que fue director durante la década de los sesenta. A Eugenio es a quien se debe el primer puente en hierro sobre el Manzanares (1861) para el servicio del ferrocarril Madrid-Alicante.  

## Biografía
Obtiene el título de Caminos, Canales y Puertos en el año 1835 y su primer destino consiste en el diseño de la carretera que une Granada y Bailén. Obtuvo matrimonio con Carmen de Blas Molinero de cuya unión tuvo dos hijas: Joaquina Barrón de Blas que enviudó a temprana edad, y Eugenia Barrón de Blas Molinero que será esposa de Francisco Mesonero Romanos Ichaso.  En el periodo que va desde 1851 a 1858 se dedica a realizar las primeras obras en el Canal de Isabel II. Fruto de sus conocimientos en la arquitectura de hierro y de sus estructuras, en el año 1874 construye el primer Viaducto de la calle Segovia en Madrid.